# Nasser Medical Complex
Der Nasser Medical Complex (arabisch مجمع ناصر الطبي, DMG Maǧmaʿ Nāṣir aṭ-Ṭibbī) ist ein Krankenhaus im südlichen Gazastreifen. Es liegt an der Baharstrasse in Chan Yunis.

## Geschichte
Der Nasser Medical Complex wurde 1958 gegründet und nahm 1960 seinen Betrieb auf. Es ist nach dem ehemaligen ägyptischen Präsidenten Gamal Abdel Nasser benannt.
Im Dezember 1984 schlossen die israelischen Behörden die orthopädische Abteilung des Nasser Medical Complex. Mit einer Begründung, die auf eine vermeintliche Verseuchung der Einrichtung hinwies, verlagerten sie die Aktivitäten in das Al-Schifa-Krankenhaus in Gaza. Das Krankenhaus wurde um das Yassin Krankenhaus in welchem die Operationssäle und Intensivstationen angeschlossen sind und das Al Tahrir Krankenhaus in welchem ambulante Behandlungen angeboten werden, erweitert.
Der Nasser Medical Complex erhielt 2016 durch eine Initiative der Bevölkerung des Gouvernements eine umfassende Restaurierung. Die veralteten Räumlichkeiten des Krankenhauskomplexes wurden renoviert, um eine verbesserte und zeitgemäße medizinische Versorgung zu gewährleisten. Die Restaurierung umfasste eine umfassende Modernisierung der alten Räume, Korridore und Badezimmer des Krankenhauses. Dieses Projekt wurde durch Spenden von Familien, Geschäftsleuten und Philanthropen finanziert. Es trug zur Verbesserung der Infrastruktur des Krankenhauses bei und ermöglichte die Integration moderner medizinischer Technologien. Die Kosten für die Restaurierung beliefen sich auf durchschnittlich 2.500 US-Dollar pro Zimmer.
Ab Dezember 2023 belagerte die Israelische Armee den Complex. Im Februar 2024 hatte es keinen Strom und Wasseranschluss mehr und Patienten wurden verlegt. Nachdem das Krankenhaus renoviert wurde, konnte es Ende Mai 2024 wieder neue Patienten aufnehmen.

## Kapazitäten
Im Nasser Medical Complex werden täglich Hunderte von Fällen in verschiedenen Abteilungen behandelt.